# Erythrocercus livingstonei
Az Erythrocercus livingstonei a verébalakúak (Passeriformes) rendjébe, ezen belül az Erythrocercidae családba és az Erythrocercus nembe tartozó faj. 10-12 centiméter hosszú. Malawi, Mozambik, Tanzánia, Zambia és Zimbabwe erdős, bokros területein él. Kis gerinctelenekkel táplálkozik.

## Alfajai
- E. l. thomsoni (Shelley, 1882) – dél-Tanzániától dél-Malawiig és észak-Mozambikig;
- E. l. livingstonei (G. R. Gray, 1870) – dél-Zambia, észak-Zimbabwe, északnyugat-Mozambik;
- E. l. francisi (W. L. Sclater, 1898) – dél-Malawitól északkelet-Zimbabwéig és dél-Mozambikig.

## Fordítás
- Ez a szócikk részben vagy egészben  a   Livingstone's flycatcher című angol Wikipédia-szócikk fordításán alapul.  Az eredeti cikk szerkesztőit annak laptörténete sorolja fel. Ez a jelzés csupán a megfogalmazás eredetét és a szerzői jogokat jelzi, nem szolgál a cikkben szereplő információk forrásmegjelöléseként.